# Guy Boucher
Guy Boucher, född 3 augusti 1971 i Notre-Dame-du-Lac, är en kanadensisk ishockeytränare som är huvudtränare för Ottawa Senators i NHL.
Den 29 juni 2009 utsågs han till huvudtränare i Montreal Canadiens samarbetslag Hamilton Bulldogs i AHL, vilket gjorde honom till klubbens åttonde huvudtränare. Han ledde laget till resultatraden 52-17-11 och 115 poäng trots många av toppspelarna kallas upp av Montreal Canadiens. I slutet av säsongen vann han Louis A. R. Pieri Memorial Award som årets tränare. Efter en imponerande säsong i Hamilton erbjöds han den vakanta rollen som huvudtränare för Columbus Blue Jackets, men tackade nej för att istället skriva ett fyraårskontrakt som huvudtränare för Tampa Bay Lightning.
Efter en förlust med 5-3 mot Ottawa Senators den 24 mars 2013 fick Boucher sparken av lagets general manager Steve Yzerman. Vid den tidpunkten låg Tampa Bay på 14:e plats i Eastern Conference.
Den 27 januari 2014 meddelade den schweiziska klubben SC Bern att de anställt Boucher som huvudtränare. Den 18 november 2015 entledigades Boucher från huvudtränarrollen efter en fyra matchers förluststreak och en nionde plats i NLA.
Den 8 maj 2016 presenterade Ottawa Senators Boucher som ny huvudtränare.